# Splash Battle

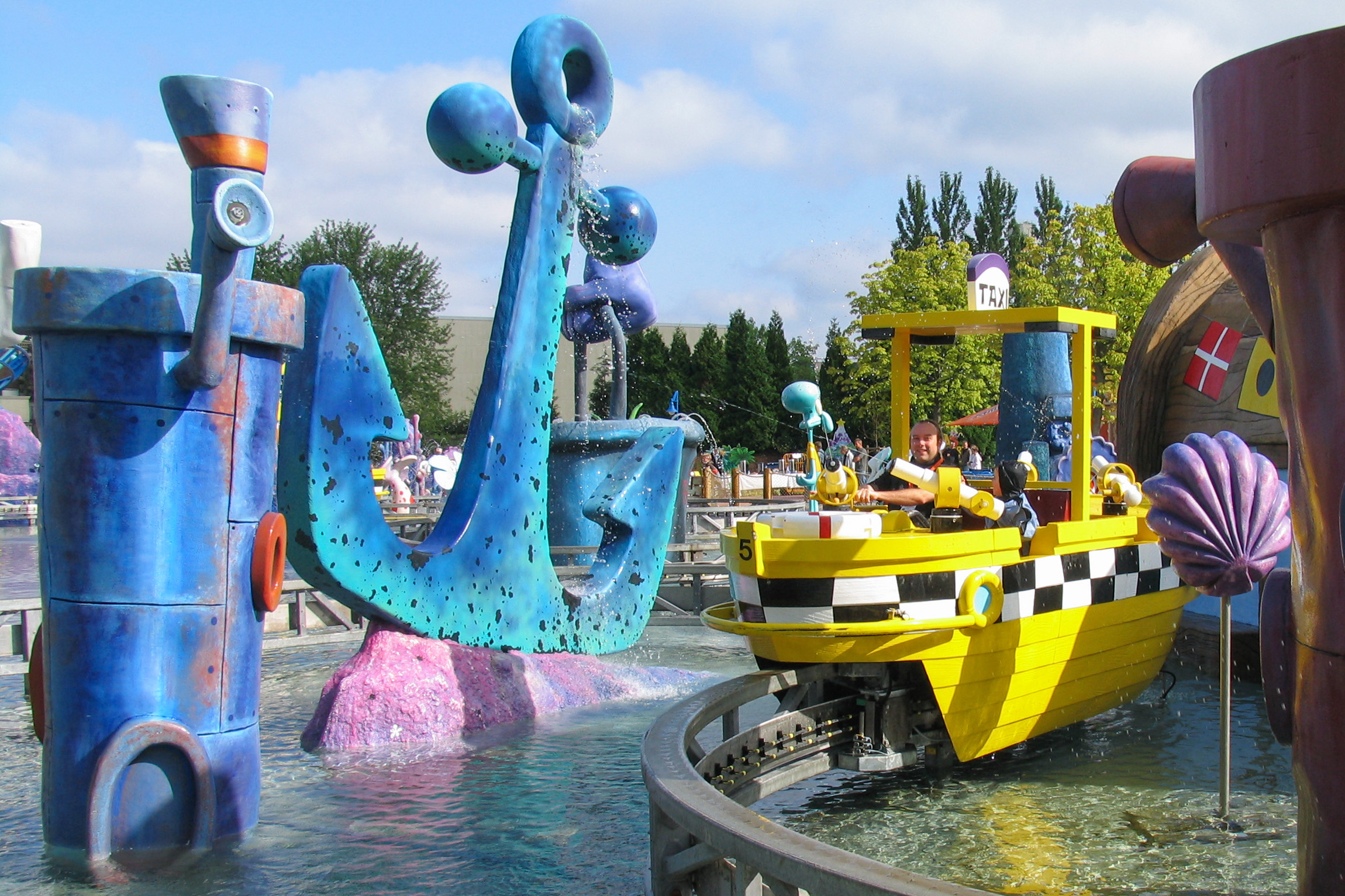
SpongeBob Splash Bash im Movie Park Germany

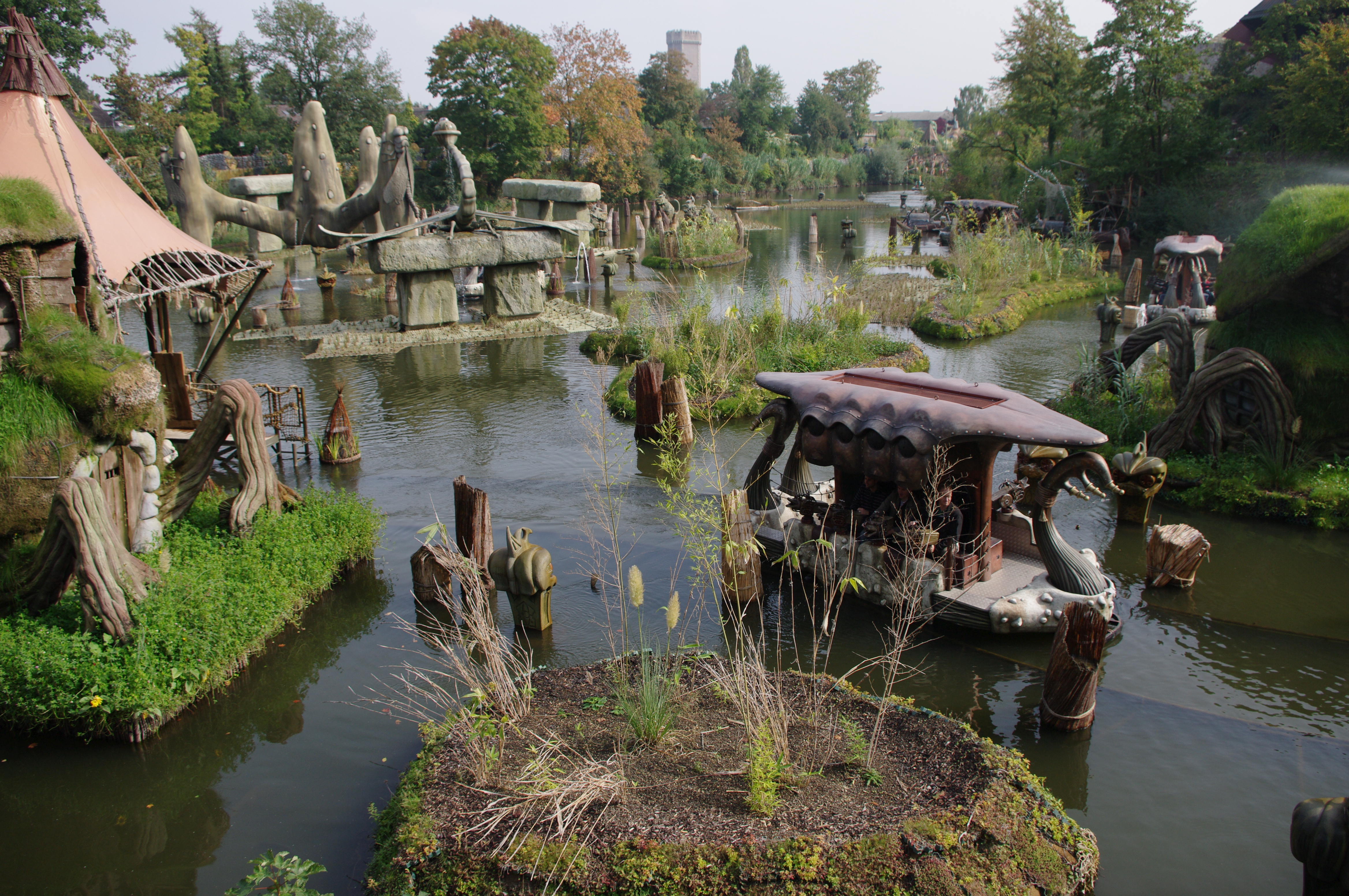
Wakobato, Splash Battle im Phantasialand

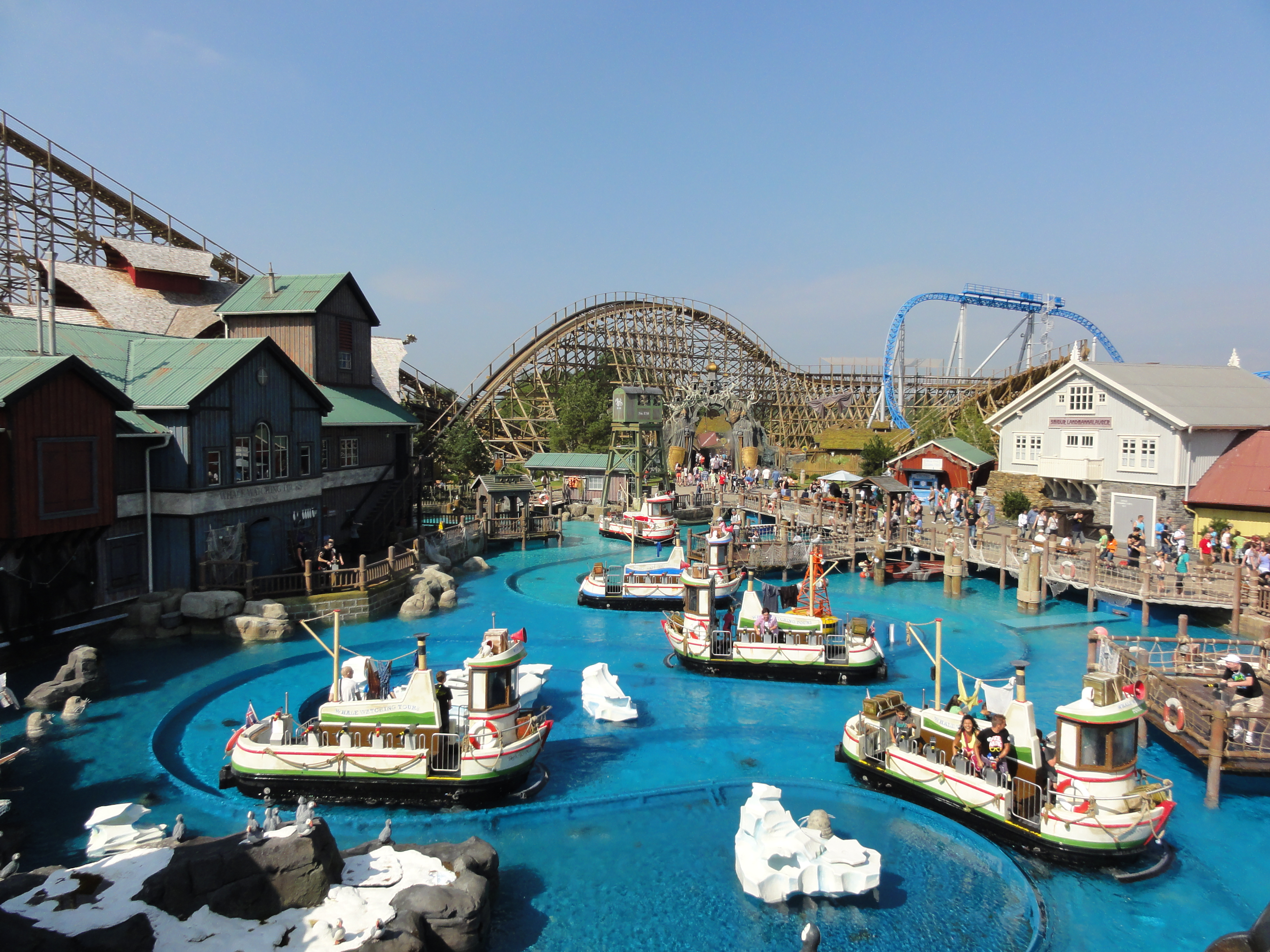
Whale Adventures – Splash Tours im Europa-Park

Splash Battle bezeichnet ein interaktives Wasserfahrgeschäft in Freizeitparks, das erstmals vom Hersteller Preston & Barbieri entwickelt wurde. Seitdem bauen verschiedene andere Hersteller ähnliche Fahrgeschäfte, etwa Mack Rides (unter der Bezeichnung „interaktive Bootsfahrt“) und Zamperla (unter der Bezeichnung „Water Fight“).
Bei den ursprünglichen von Preston & Barbieri entwickelten Fahrgeschäften fahren üblicherweise als Boote gestaltete Wagen auf einer Schiene über einer Wasserfläche. Es handelt sich also nicht im eigentlichen Sinne um ein Wasserfahrgeschäft, sondern um eine Art Einschienenbahn.
Bei Fahrgeschäften anderer Hersteller, mittlerweile auch teilweise bei von Preston & Barbieri produzierten, schwimmen Boote in Fahrrinnen durch einen geschlossenen Rundkurs.
Die Fahrgäste haben dabei die Möglichkeit, mit vor den Sitzplätzen montierten Wasserkanonen auf vorgegebene Ziele entlang der Strecke zu schießen, bei den meisten Anlagen auch sich direkt mit den Fahrgästen in den anderen Fahrzeugen zu „duellieren“. Durch das Treffen der Ziele können Effekte wie Wasserfontänen, Sprinkler oder Nebel aktiviert oder deaktiviert werden. An vielen Anlagen haben auch die Parkbesucher außerhalb der Attraktion die Möglichkeit, mit am Rand der Strecke befestigten Wasserkanonen mit den Personen in den Booten zu interagieren und sich gegenseitig zu bespritzen.

## Auslieferungen (Auswahl)
| Name                               | Park                   | Hersteller         |
| ---------------------------------- | ---------------------- | ------------------ |
| Pirate Splash Battle               | Legoland Billund       | Mack Rides         |
| Splash Battle                      | Plopsaland Deutschland | Mack Rides         |
| SpongeBob Splash Bash              | Movie Park Germany     | Preston & Barbieri |
| ToPiLauLa-Schlacht                 | Heide Park Resort      | Mack Rides         |
| Wakobato                           | Phantasialand          | Preston & Barbieri |
| Whale Adventures - Northern Lights | Europa-Park            | Mack Rides         |
| Wickie the Battle                  | Plopsaland Belgium     | Mack Rides         |
| Käpt'n Nicks Piraten Schlacht      | Legoland Deutschland   | Mack Rides         |